# Jean François Robinet
Jean-François Eugène Robinet, detto Dottor Robinet (Vic-sur-Seille, 24 aprile 1825 – Parigi, 3 novembre 1899), è stato un medico, storico e giornalista francese.
Fu convinto discepolo del positivista Auguste Comte e fece parte per pochi giorni del Consiglio della Comune di Parigi.

## Biografia
Studiò medicina a Parigi e prese parte alla Rivoluzione del 1848, durante la quale fu ferito. Seguì i corsi di Auguste Comte e il 6 agosto 1851 venne ammesso come membro della Société positiviste. Discepolo diretto di Comte, ne fu anche esecutore testamentario sotto la presidenza di Pierre Laffitte.
Repubblicano e avversario dell'Impero, nel dicembre del 1851 combatté sulle barricate contro il colpo di Stato di Luigi Bonaparte. Pubblicò nel 1860 la più importante biografia ufficiale di Comte, titolante Notizia sull'opera e la vita d'Auguste Comte. Alla proclamazione della Repubblica, nel 1870, divenne sindaco del VI arrondissement di Parigi, dimettendosi per l'accusa di aver favorito l'insurrezione del 31 ottobre.
Il 26 marzo 1871 fu eletto al Consiglio della Comune, ma si dimise qualche giorno dopo, essendo favorevole a un accordo con il governo di Versailles. Difese ciononostante molte politiche comunarde, compreso l'abbattimento della Colonna Vendome (già profetizzata da Comte nel 1854). Alla caduta della Comune, favorì la fuga dalla Francia di diversi federati. Nel 1876 lanciò una petizione per concedere l'amnistia ai comunardi. Dal 1872 collaborò alla rivista La Politique Positive, poi dal 1878 all'organo ufficiale del positivismo, la Revue Occidentale. Nello scisma del 1878-9 difese risolutamente le posizioni di Laffitte, rivendicando però maggiore durezza contro gli avversari della direzione centrale.
Seguendo le indicazioni personali di Comte, si dedicò allo studio storico della Rivoluzione Francese e specialmente della figura di Danton, pubblicando svariati volumi e articoli. 

## Scritti
- Notice sur l'oeuvre et sur la vie d'Auguste Comte, Paris, Dunod, 1860
- Lettres sur l'hippophagie, Paris, Leclerc, 1864
- Le procès des dantonistes, d'après les documents, Paris, Leroux, 1878
- La philosophie positive. Auguste Comte et M. Pierre Laffitte, Paris, Alcan, 1881
- Le mouvement religieux à Paris pendant la révolution (1789-1801), 2 voll., Leopold Cerf, Paris, 1886.
- Danton, homme d'Etat, Paris, Charavay, 1889
- Condorcet, sa vie et son oeuvre (1743-1794), Paris, Quantin, 1893